# Gumowo (powiat płoński)
Gumowo – wieś sołecka w Polsce położona w województwie mazowieckim, w powiecie płońskim, w gminie Dzierzążnia. Leży nad Płonką.
| SIMC    | Nazwa           | Rodzaj    |
| ------- | --------------- | --------- |
| 1060458 | Gumowo-Józefina | część wsi |

Wieś szlachecka położona była w drugiej połowie XVI wieku w ziemi wyszogrodzkiej. W latach 1975–1998 miejscowość należała administracyjnie do województwa ciechanowskiego.